# 伊塔佩瓦 (米納斯吉拉斯州)
伊塔佩瓦是巴西米纳斯吉拉斯州的一个市镇。总面积178.48平方公里，总人口7722人，人口密度43.3人/平方公里。